# Миколаївська церква (Есмань)
Церква в ім'я Святителя та Чудотворця Миколая — це дерев'яний та мурований храми, що існували почергово у селищі Есмань на Глухівщині в XVIII—XX століттях.

## Історія
Уперше село Есмань (Ясмань, Есманово, Есмані), згадується в 1621 році, як власність Різдва Пресвятої Богородиці печерського Молченського монастиря. У жалуваній грамоті московського царя Михайла Федоровича в 1634 році сельцо Ясмань також належало Молчанському монастирю. З інших джерел село Есмань було засновано на початку 1630-х років, а в ньому ще не було церкви. У 1646 році село належало Станіславу Вітковському. В 1648 році село увійшло до складу Литви.
Перша згадка про дерев'яну церкву в с. Ясмань (Есмань) подається в описі Новгород-Сіверського намісництва 1779—1781 рр. В «Списку наявних у Малоросійській губернії селищ» за 1799—1801 р. повідомляється про село Есмань з хутором Дем'янівка. Наприкінці XVIII ст. стару церкву вирішили замінити на муровану. Архієпископ Філарет (Гумілевський) повідомив, що «Нинішній храм святого Миколи збудовано 1796 року дворянином Військовим Товаришем Лук'яном Дорошенком. Парафіяни вирішили збудувати кам'яний храм і збирають кошти». Дерев'яна церква Святого Миколая достояла до 1882 року, коли її було вирішено перенести з Есмані до села Пустогорода (замість такої ж згорілої). Після переносу мали добудувати до церкви дзвіницю. Згідно цієї справи, станом на 1882 р. стара дерев'яна церква Святого Миколая в с. Єсмані не мала власної дзвіниці.
Мурована церква Святого Миколая в Есмані проіснувала до 1935 року. На її місці було збудовано селищний Будинок піонерів. Вже з 1990-х років у його приміщенні було відновлено церкву.

## Опис
Проєкт мурованого храму розроблений архітектором Олександром Гроссом у 1864 році на замовлення священника есманської церкви Порфирія Красовського. Кам'яна із дзвіницею церква Святого Миколая мала стояти на відстані 20 сажнів (42,7 м.) від цивільних споруд на місці дерев'яної старої церкви. На дзвіниці планувалося встановити дзвонів вагою 40 пудів (655 кг).
Відомий український історик та політик Микола Василенко був сучасником будівництва нової кам'яної церкви в с. Есмань. Він так згадує про цю подію: «На місці перетину старого напрямку села та шляху стоїть в Есмані церква (1870 р.). Наша церква була холодна і ми легко в ній замерзали. До того ж, церква була тоді дерев'яна. Взимку важко було витримати в ній і дорослому, не те що дітям (1870-ті рр.). Головну роль Есмані відігравала родина Лазаревичів. Як єдиний великий поміщик Есмані, Д. Г. Лазаревич, природно, зайняв панівне становище, ніщо в Есмані не починалося, не робилося і не кінчалося без нього. Він був незмінним церковним старостою, від нього вийшла ініціатива збудувати в Есмані нову кам'яну церкву на місці дерев'яної, збудованої після пожежі ще у 1730 роках. Лазаревич був головою будівельної комісії церкви. При ньому існуюча зараз церква була освячена в 1878 році, здається, році. Під нею він приготував собі склеп, у якому й поховали його поруч із дружиною, під підлогою, посередині церкви, біля правого криласа. Гірка біля Неродіна — найвищий пункт між Єсманню та Глуховом. Звідти видно Есманську церкву з білим куполом і гострою головою дзвіниці, що високо піднімалася над лісами. (1879 р.)».
У своїх дослідженнях мистецтвознавець Стефан Таранушенко згадує про есманську церкву: "…на Чернігівщині Ф. Гумілевський в «Историко-статистическом описании Черниговской епархии» зазначив, що під ґонтом церкви в Пакулі та Есмані.